# Малоскарединське сільське поселення
Малоскаре́динське сільське поселення (рос. Малоскарединское сельское поселение) — муніципальне утворення у складі Аромашевського району Тюменської області, Росія.
Адміністративний центр — село Малоскаредне.

## Історія
2004 року були ліквідовані присілки Богословка та Успенка, 2011 року — присілок Вяткіна.

## Населення
Населення — 266 осіб (2020; 289 у 2018, 400 у 2010, 558 у 2002).

## Склад
До складу поселення входять такі населені пункти:
| Населений пункт      | Населення, осіб (2002) | Населення, осіб (2010) |
| -------------------- | ---------------------- | ---------------------- |
| Богословка, присілок | 28                     | -                      |
| Вяткіна, присілок    | 9                      | 0                      |
| Малоскаредне, село   | 354                    | 277                    |
| Овсово, село         | 167                    | 123                    |
| Успенка, присілок    | 0                      | -                      |